# Лабытнанги (городской округ)
Город Лабытнанги — муниципальное образование со  статусом городского округа в составе Ямало-Ненецкого автономного округа Российской Федерации.
Административный центр — город Лабытнанги.
В рамках административно-территориального устройства соответствует городу окружного значения Лабытнанги с подчинённым ему посёлком городского типа Харп.

## История
С 1975 года Лабытнанги является городом окружного подчинения. 
До 2004 года городу были подчинены посёлки Обской и Октябрьский, посёлок городского типа Харп, а последнему также подчинялись посёлки Полярный Урал, Полярный, Собь. 
Законом от 6 октября 2006 года посёлки Октябрьский, Полярный, Собь были упразднены. Посёлок Обской был включён в черту города Лабытнанги. 
В мае 2018 года был упразднён посёлок Полярный Урал.
Городской округ образован законом от 16 декабря 2004 года из одного населённого пункта г. Лабытнанги.
В 2021 году посёлок городского типа Харп из Приуральского района был вновь переподчинён городу Лабытнанги, а городское поселение посёлок Харп было упразднено и путём объединения включено в соответствующий городской округ.

## Население
| 1868    | 1903    | 1909    | 1924    | 1955    | 1959    | 1970    |
| ------- | ------- | ------- | ------- | ------- | ------- | ------- |
| 38      | ↘9      | ↗50     | ↗135    | ↗4300   | ↗5220   | ↗9190   |
| 1975    | 1979    | 1989    | 1992    | 1996    | 1998    | 2000    |
| ↗11 000 | ↗17 667 | ↗31 501 | ↘28 200 | ↘26 900 | ↗27 400 | ↘26 500 |
| 2001    | 2002    | 2003    | 2005    | 2006    | 2007    | 2008    |
| ↘26 100 | ↗27 304 | ↘27 300 | ↗27 400 | →27 400 | →27 400 | ↘27 300 |
| 2009    | 2010    | 2011    | 2012    | 2013    | 2014    | 2015    |
| ↘27 153 | ↘26 936 | ↘26 898 | ↘26 572 | ↘26 279 | ↗26 359 | ↗26 549 |
| 2016    | 2017    | 2018    | 2019    | 2020    | 2021    | 2023    |
| ↘26 331 | ↘26 281 | ↘26 122 | ↗26 211 | ↗26 295 | ↘25 501 | ↗25 969 |

## Населённые пункты
В состав городского округа входят два городских населённых пункта:
| № | Населённый пункт | Тип населённого пункта  | Население |
| - | ---------------- | ----------------------- | --------- |
| 1 | Лабытнанги       | город                   | ↗25 969   |
| 2 | Харп             | посёлок городского типа | ↘4993     |